# Полгарди
Полгарди (мађ. Polgárdi) град је у Мађарској. Бодајк се налази у оквиру жупаније Фејер.

## Географија
Полгарди се налази на надморској висини од око 144 метра, око 12 километара североисточно од језера Балатон, одмаралишта у западној Мађарској популарног међу немачким туристима, а око 30 километара југоисточно је Шарбогард. Око 17 километара североисточно од Полгардија налази се град Секешфехервар. Јужно од Полгардија пролази аутопут М7. Поред тога, град је повезан са железничком линијом од Секешфехервара до Таполце.

## Историја
Балатон је био популаран међу Римљанима, посебно за генерале који су владали Панонијом, римском провинцијом која сада обухвата делове Босне, Хрватске, Мађарске, Румуније и Албаније. Био је то средиште Римског царства, а самим тим и место трговачких путева и ратова. У четвртом и петом веку Готи и Вандали су долазили у ове крајеве са севера и нападали локално становништво.
У средњем веку, на данашњем месту Полгарди постојала су три насеља: Цинца, Полгарди и Бекени-шомло. Први помен Полгардија датира из 1277. године. Од 1397. године, Џорџ Батијани је поседовао земљу, све до 1945. године када је земљиште прешло под контролу породице Батијани.
Оближњи град Секешфехервар насељен је 1543. године, али је често био жртва двоструког опорезивања (мештани су плачали порез и мађарским земљопоседницима и Турцима), па је број становника драстично опао. Локално становништво је такође активно учествовало у рату за независност 1848-49. Након протеривања Турака Османлија, многе мештане су привукла насеља, а у 19. веку у Полгардију је започео грађански развој.
Полгарди је пријављена локација контроверзног блага Севсо, које се води до виле ископане у том подручју, која датира из периода касног Римског царства. Мађарске власти тврде да је благо открио млади војник Јожеф Шимег око 1975–76. године у близини града. Шимегово тело је пронађено у оближњем подруму 1980. године. Тадашња званична истрага је утврдила да је извршио самоубиство, али је касније полиција дошла до закључка да је убијен. Од 2012. кривична истрага је још увек у току.
Од 2013. године је био седиште округа Полгарди, који је престао да постоји крајем 2014. Насеља која су припадала округу Полгарди тада су постала део округа Енинги или Секешфехервар.

## Знаменитости
- Реформска црква, саграђена 1807–1811 (касни барок)
- Католичка црква, Сент Иштван кирај, изграђена 1853